# The Beast of Alice Cooper
The Beast of Alice Cooper es un álbum recopilatorio de Alice Cooper, publicado por WEA en octubre de 1993.

## Lista de canciones
1. "School's Out"
2. "Under My Wheels"
3. "Billion Dollar Babies"
4. "Be My Lover"
5. "Desperado"
6. "Is It My Body"
7. "Only Women Bleed"
8. "Elected"
9. "I'm Eighteen"
10. "Hello Hooray"
11. "No More Mr Nice Guy"
12. "Teenage Lament"
13. "Muscle Of Love"
14. "Department Of Youth"